# Symphurus normani
Symphurus normani és un peix teleosti de la família dels cinoglòssids i de l'ordre dels pleuronectiformes que viu a l'Atlàntic oriental (des del golf de Guinea fins al nord de Namíbia).